# Kələk
Kələk è un comune dell'Azerbaigian situato nel distretto di Goranboy. Conta una popolazione di 714 abitanti.